# René Kalisky

Firma di René Kalisky

René Kalisky (Bruxelles, 20 luglio 1936 – Parigi, 2 maggio 1981) è stato un drammaturgo e saggista belga.

## Biografia

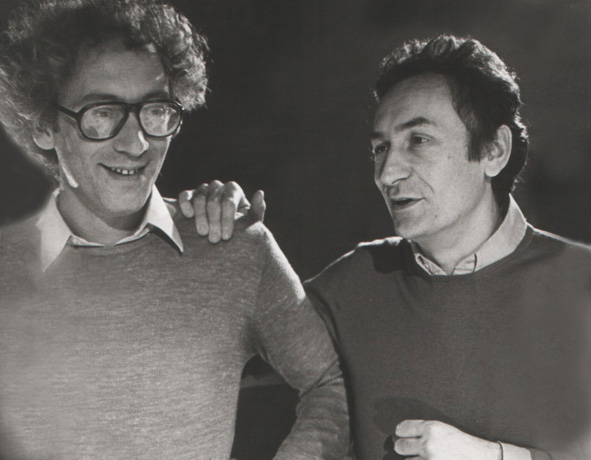
René Kalisky (a sinistra) con Antoine Vitez.

René Kalisky nacque in Belgio da una famiglia proletaria di ebrei polacchi; perse suo padre, deportato ad Auschwitz, nel 1944. In Belgio, collaborò come giornalista indipendente a numerosi giornali e periodici di lingua francese; si trasferì in Francia dove pubblicò le sue prime opere teatrali (Trotzsky, 1969; Skandalon, 1970, su Fausto Coppi; Jim le téméraire, 1972, su Hitler); si stabilì a Parigi e s'impose al pubblico e alla critica con Le pique-nique de Claretta (1973), su Mussolini e messo in scena da Antoine Vitez . Come saggista, Kalisky si è interessato alla questione arabo-palestinese (Le monde arabe à l'heure actuelle, 1968; Sionisme ou dispersion?, 1974) e ha attaccato la politica di Menachem Begin in L'impossible royaume (1979).

## Opera (selezione)

### Teatro
- Trotsky (1969)
- Skandalon (1970)
- Jim le Téméraire (1972)
- Le Pique-nique de Claretta (1973)
- Europa (1976)
- La Passion selon Pier Paolo Pasolini (1978)
- Dave au bord de la mer. (1978)
- Aïda vaincue (1978)
- Sur les ruines de Carthage (1980)
- Falsch (1981)
- Charles le Téméraire (1984)

### Saggistica
- Storia del mondo arabo, Vol. 1: Esordio e declino di un impero, Vol. 2: Il risveglio e la ricerca dell'unità [Le monde arabe], traduzione di Filiberto Preto, Tina  Ballini, Maurizio Ballini e Antonio Pischedda, Verona, Bertani, 1972.
- Sionisme ou dispersion? : Les Hébreux, les juifs, les Israéliens, Verviers, Marabou, 1974.
- Il regno impossibile [L'impossible royaume], traduzione di Brunella Piccione, Palermo, Omnia Editrice, 1986.